# Estudios sobre Educación
Estudios sobre Educación es una revista científica semestral española de acceso abierto dedicada a la investigación en educación. En 2017 publicaron 18 artículos y 15 recensiones.

## Funcionamiento
Es una revista arbitrada con un sistema de revisión externa de doble ciego por expertos, siendo publicada en versión impresa y electrónica cada seis meses desde enero de 2001.

## Alcance
En los últimos años se ha posicionado en diversos índices internacionales de calidad de revistas científicas, destacando Web of Science y Scopus. En 2017 tenía una puntuación de 0.41 en Scopus, situándose entre las revistas del tercer cuartil. Está situada entre las revistas de clase B en la Clasificación Integrada de Revistas Científicas, mientras que en Carhus+ 2014 se encuentra entre las de clase C. En 2010 obtuvo sello de calidad de las revistas científicas españolas otorgado por la Fundación Española para la Ciencia y la Tecnología (FECYT), el cual ha renovado hasta 2023.